# Duncan Gillis

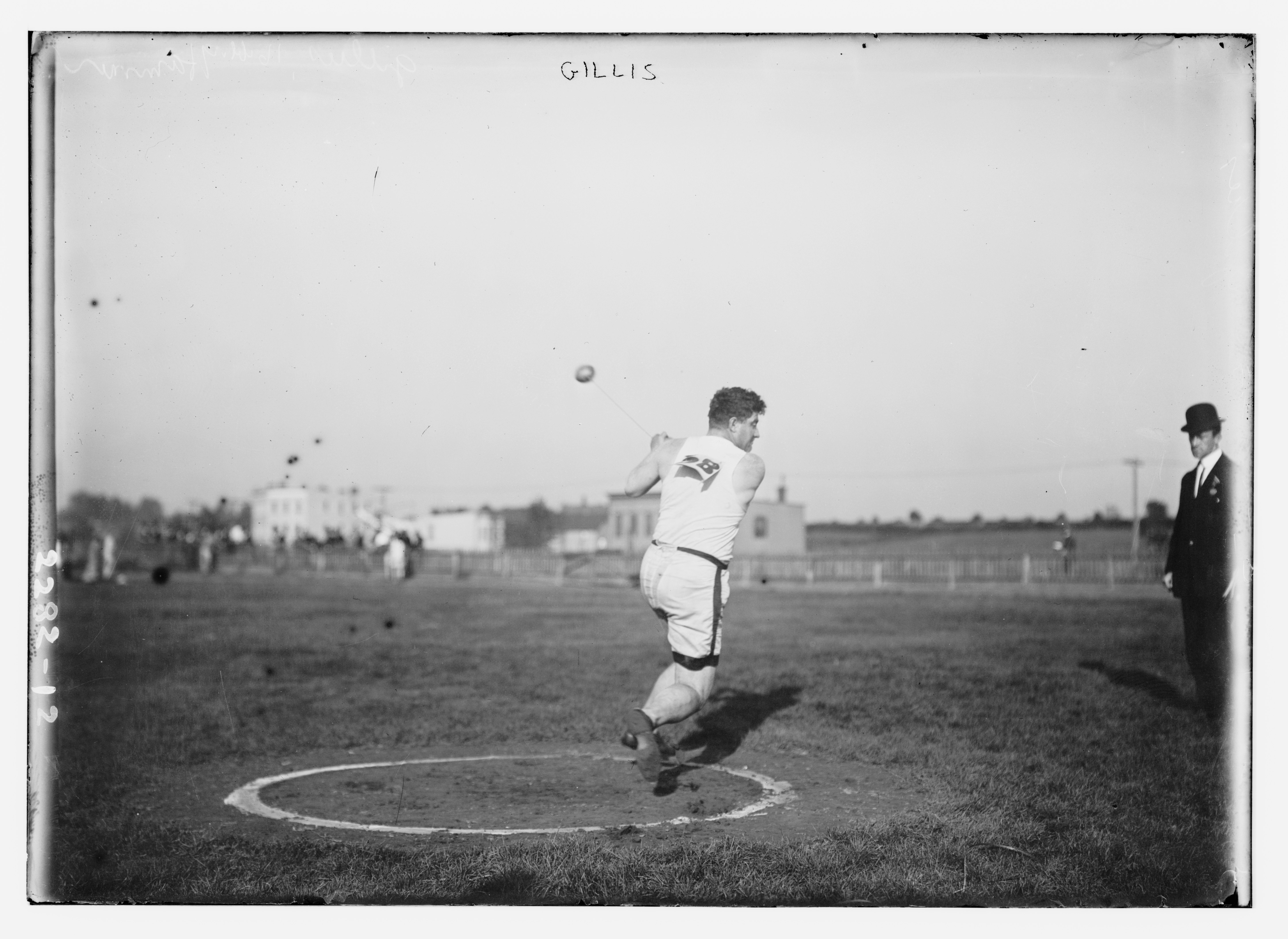
Duncan Gillis 1912

Duncan Gillis (* 3. Januar 1883 auf der Kap-Breton-Insel; † 2. Mai 1963 in Vancouver) war ein kanadischer Hammer- und Diskuswerfer.
Bei den Olympischen Spielen 1912 in Stockholm gewann er im Hammerwurf die Silbermedaille hinter Matt McGrath aus den USA und vor dessen Landsmann Clarence Childs. Im Diskuswurf belegte er den 14. Platz.
1901 wurde er kanadischer Meister im Hammerwurf und 1913 im Diskuswurf.